# Evinayong
Evinayong és un municipi de Guinea Equatorial, de la província de Centre Sud, al sud-est de Mbini. Amb una població de 9.155 habitants, és la capital de la província Centre Sud. Està situada sobre una petita muntanya i als peus de la muntanya Chime. El 1920, durant la colonització espanyola i igual que va ocórrer amb Valladolid de los Bimbiles per estar situada al centre del país es va pensar en ella com a possible capital del país. És coneguda per la seva vida nocturna, pel seu mercat i per unes cascades properes.

## Notables residents
- Benjamín Enzema - Velocista que ha tingut dos rècords nacionald d'atletisme.
- Leandro Mbomio Nsue - Escultor i artista i antic ministre d'educació.